# Chapins vliegenvanger
De Chapins vliegenvanger (Fraseria lendu, synoniem:Muscicapa lendu) is een vogelsoort uit de familie van de Muscicapidae (vliegenvangers).

## Verspreiding en leefgebied
Deze soort komt voor in het oostelijke deel van Centraal-Afrika in de bergen van noordoostelijk Zaïre tot zuidwestelijk Oeganda en westelijk Kenia.